# 精神威
精神威（英語：Reliable Team），是一匹曾在香港出賽的已退役賽駒，來港後練馬師是羅富全。

## 簡介
週歲時未達賣家底價要求的「精神威」叫價至5萬紐元被收回。數月後，「精神威」兩歲時再被推出市場，卻以43萬紐元高價成交。在紐曾試兩課大閘，首課推騎下勝出，第二課加眼罩按住湧上跑第二名。其後，「精神威」被運來香港服役，加盟羅富全馬房。
2019年6月5日，「精神威」於香港首次出賽便一出即勝，打開其在港的勝利之門。
2021年11月21日，梁家俊策騎「精神威」賺取慢步速之利，勝出國際二級賽馬會盃。賽後，梁家俊說道：「我們一直都打算讓牠領放，稍為幸運的是未有對手沿途向我們施壓，令我們毋須以快步速領放，因此坐騎能放鬆在前採取主動，而馬兒亦正處佳態中，因而能把握形勢之利取得勝利。」他續說：「今場我們沿途能逐步加速，坐騎亦對我的催策交出上佳反應，當然今仗獲幸運之神眷顧，是致勝關鍵之一。其他對手未有向我們施加太大壓力，因此坐騎能保留氣力在最後四百米衝刺，我認為2400米途程會更合其發揮。」
然而，「精神威」其後表現大幅下滑，連續七場賽事未再跑入三甲，最終於2022年6月23日宣告退役，正式結束其競賽生涯。

## 在港勝出賽事全紀錄
| 比賽日期   | 賽事名稱                 | 賽事班次 | 賽道 | 賽事路程 | 比賽馬場   | 名次 | 完成時間 | 騎師   |
| ---------- | ------------------------ | -------- | ---- | -------- | ---------- | ---- | -------- | ------ |
| 05/06/2019 | 聶高信山讓賽             | 第四班   | 草地 | 1200米   | 跑馬地馬場 | 1    | 1:10.84  | 潘頓   |
| 03/07/2019 | 深涌讓賽                 | 第四班   | 草地 | 1200米   | 跑馬地馬場 | 1    | 1:09.64  | 潘頓   |
| 20/11/2019 | 洛神花讓賽               | 第三班   | 草地 | 1650米   | 跑馬地馬場 | 1    | 1:39.22  | 潘頓   |
| 15/12/2019 | 六福珠寶抱抱家庭系列讓賽 | 第三班   | 草地 | 1600米   | 沙田馬場   | 1    | 1:34.73  | 潘頓   |
| 03/06/2020 | 閣麟讓賽                 | 第二班   | 草地 | 1800米   | 跑馬地馬場 | 1    | 1:48.75  | 田泰安 |
| 21/03/2021 | 佳龍駒讓賽               | 第二班   | 草地 | 1600米   | 沙田馬場   | 1    | 1:34.49  | 梁家俊 |
| 21/11/2021 | 中銀香港馬會盃           | G2       | 草地 | 2000米   | 沙田馬場   | 1    | 2:03.86  | 梁家俊 |

## 在港一級賽出賽全紀錄
| 比賽日期   | 賽事名稱         | 賽事班次 | 賽道 | 賽事路程 | 比賽馬場 | 名次 | 完成時間 | 騎師   |
| ---------- | ---------------- | -------- | ---- | -------- | -------- | ---- | -------- | ------ |
| 12/12/2021 | 浪琴表香港瓶     | G1       | 草地 | 2400米   | 沙田馬場 | 8    | 2:32.09  | 梁家俊 |
| 20/02/2022 | 花旗銀行香港金盃 | G1       | 草地 | 2000米   | 沙田馬場 | 8    | 2:06.47  | 班德禮 |
| 24/04/2022 | 富衛保險女皇盃   | G1       | 草地 | 2000米   | 沙田馬場 | 8    | 2:00.69  | 梁家俊 |
| 22/05/2022 | 渣打冠軍暨遮打盃 | G1       | 草地 | 2400米   | 沙田馬場 | 9    | 2:29.44  | 梁家俊 |

## 外部連結
- . 2021-11-21  [2021-11-21]. （原始内容存档于2021-11-21）.